# Тургеневка (Днепропетровская область)
Тургеневка (укр. Тургенєвка) — село,
Славгородский поселковый совет,
Синельниковский район,
Днепропетровская область,
Украина.
Код КОАТУУ — 1224856206. Население по переписи 2001 года составляло 512 человек.

## Географическое положение
Село Тургеневка находится на берегах реки Нижняя Терса,
ниже по течению на расстоянии в 0,5 км расположены сёла Новоалександровское и Третяковка.
На расстоянии в 0,5 км расположен пгт Славгород.
Рядом проходит железная дорога, станция Славгород-Южный в 1-м км.

## Происхождение названия
На территории Украины 2 населённых пункта с названием Тургеневка.

## Экономика
- ФХ «За мир».

## Объекты социальной сферы
- Школа I—II ст.
- Амбулатория.

## Известные люди
- Белокопытов Дмитрий Иванович (1917—1943) — Герой Советского Союза, родился в селе Тургеневка.